# Netgem
Netgem est une société technologique française fondée en 1996 et spécialisée dans les décodeurs de télévision IP et de télévision numérique terrestre, mais aussi un fournisseur d'accès à Internet et de service de vidéo à la demande avec la marque VidéoFutur.

## Histoire
Netgem est une start-up fondée en 1996 à Courbevoie par Joseph Haddad, Olivier Guillaumin et Marc Bury, 3 polytechniciens. En 1997, elle produit sa première NetBox, une set-top box permettant d'accéder à Internet depuis un téléviseur. Elle vend ses décodeurs à des opérateurs télécoms comme Telefonica ou Telecom Finland. Elle passe ensuite des accords avec des fabricants de téléviseurs (Grundig, ITN et Profilo Telra) pour intégrer l'accès Internet à leurs appareils. Elle est introduite en bourse sur le Nouveau Marché en avril 2000.
En 2002, l'entreprise rencontre des difficultés et licencie les trois quarts de son personnel. Elle se repositionne alors avec succès sur le secteur plus porteur des décodeurs pour la TNT, la télévision par ADSL ou par câble. Les fournisseurs d'accès Neuf Telecom et Erenis choisissent en 2006 la NetBox pour fournir la TV HD à leurs abonnés. Le 1er juin 2006, Netgem sort l'un des premiers décodeurs TNT, la NetBox 7600. En décembre 2007, Netgem rachète Glowria, un loueur de DVD en ligne et opérateur de VOD. Glowria fournit et opère pour différents clients (SFR, FNAC, DartyBox, M6, Carrefour...) des plateformes de Vidéo à la Demande sur PC ou sur la télévision(via le décodeur ou les TV connectées). 
Fin 2008, le groupe Netgem et la FNAC s’associent pour lancer un nouveau service de télévision, dénommé le Pack TV. Il s'agit d'une offre qui combine télévision numérique terrestre (enregistrement HD, 5 chaînes de télévision Payante, EPG via Internet) et une offre étendue de vidéo à la demande (VOD, catalogue FNAC) sur la base d'un décodeur NETBOX type 8160. 
En octobre 2008, Netgem rachète une partie des actifs du groupe CPFK, notamment la chaine de vidéo-clubs Vidéo Futur et les automates Cinébank. Une filiale contenus, Video Futur Entertainment Group, qui regroupe également Glowria, est créée. Netgem devient un fournisseur de solutions de bout en bout.
En 2009, Netgem commence à se développer à l'international. Plusieurs contrats sont signés entre 2009 et 2010 notamment avec Elisa (Finlande), Melita Telecom (Malte), Monaco Telecom (principauté de Monaco), Spec-Com pour Algerie Telecom et Telstra (Australie). L'offre produit se diversifie avec l'apparition des media center, d'adaptateurs Internet et une offre applicative plus évoluée.
En janvier 2010, Netgem annonce la scission de son pôle contenus, Video Futur Entertainment Group. Cette décision résulte de la volonté du groupe d'adresser plus spécifiquement le marché professionnel (business to business) d'un côté et le marché consommateur (business to consumer) qui suivent un mode d'organisation et de fonctionnement différent.
Le 23 janvier 2013, Netgem annonce une OPA sur Vidéo Futur.

## Actionnaires
Liste au 16/09/2019.
| Nom                                  | Actions   | %     |
| Haddad (famille)                     | 6 620 862 | 22,3% |
| Charles Heilbronn                    | 2 899 006 | 9,77% |
| Netgem (aut-contrôle)                | 2 432 503 | 8,20% |
| Olivier Guillaumin                   | 2 372 126 | 8,00% |
| Fidelity Management & Research       | 1 743 643 | 5,88% |
| Michel Baulé                         | 1 368 579 | 4,61% |
| Fidelity Investments Canada          | 1 185 000 | 3,99% |
| Net Iptv Management & Participations | 669 151   | 2,26% |
| NETGEM (plan épargne)                | 460 000   | 1,55% |
| Talence Gestion                      | 148 316   | 0,50% |